# Центральна бібліотека ім. Г.Ф. Квітки-Основ'яненка
Центральна бібліотека ім. Г. Ф. Квітки-Основ'яненка — бібліотека Холодногірського району міста Харкова.

## Історія бібліотеки
З 1975 року в м. Харкові почалась підготовча робота з об'єднання державних масових бібліотек міста в єдині централізовані бібліотечні системи. А вже з 1.11.1977 року згідно рішенню Харківської міської Ради народних депутатів № 161 від 26.02.76 р. «Про централізацію бібліотечного населення м. Харкова» та Наказу відділу культури виконкому Харківської міської Ради народних депутатів від 31.10.1977 р. «Про централізацію бібліотек Ленінського району», була створена нова бібліотечна структура району — Централізована бібліотечна система Ленінського району м. Харкова, з єдиним фондом, штатом, методичним центром. Керівництво та відповідальність за організацію бібліотечного обслуговування населення району і роботу всієї ЦБС було покладено на Центральну бібліотеку ім.. Г. Ф. Квітки-Основ'яненка, яка була створена на базі 14 районної масової бібліотеки Ленінського району . В бібліотечну систему увійшло 11 бібліотек: 6 бібліотек — для дорослих (Центральна бібліотека, бібліотеки-філії № 8, 11, 13, 24, 26 для дорослих) та 5 бібліотек для дітей (Центральна дитяча бібліотека (колишня 4 районна бібліотека для дітей), бібліотеки-філії для дітей № 14, 26, 27, 33).

Сьогодні ЦБС Ленінського району м. Харкова — це 8 бібліотек зі штатом 33-х досвідчених, високопрофесійних, творчих однодумців з бібліотечної справи. На 1.01.2013 р. бібліотечний фонд ЦБС складає 375000 примірників.

## Структура бібліотеки

### Юнацький абонемент
- Відділ комплектування та обробки літератури.

- Методико-бібліографічний інноваційний сектор.

## Основні бібліотечні послуги
- Надання повної інформації про склад бібліотечного фонду через систему каталогів та картотек;
- консультаційна допомога у пошуках джерел інформації;
- вільний доступ до бібліотечних фондів;
- надання читачам можливості тимчасового використання друкованих бібліотечних видань в читальному залі та видання їх з інших структурних підрозділів відділу обслуговування на певний термін додому;
- інформаційно-бібліографічне обслуговування;
- Організація та проведення масових заходів;
- участь в роботі клубу цікавих зустрічей;
- нестаціонарне обслуговування (виїзний читальний зал, бібліотечні пункти);